# Верхня Стинава
Ве́рхня Стинава — село в Україні, у Стрийському районі Львівської області. Знаходиться в долині річки Стинавка. Населення становить 1012 осіб. Орган місцевого самоврядування — Грабовецько-Дулібівська сільська громада.

## Політика

### Парламентські вибори, 2019
На позачергових парламентських виборах 2019 року у селі функціонувала окрема виборча дільниця № 461497, розташована у приміщенні будинку культури.
Результати
- зареєстровано 689 виборців, явка 51,52%, найбільше голосів віддано за «Слугу народу» — 28,45%, за Всеукраїнське об'єднання «Свобода» — 15,49%, за «Європейську Солідарність» — 15,21%.[1] В одномандатному окрузі найбільше голосів отримав Євгеній Гірник (самовисування) — 46,76%, за Андрія Гергерта (Всеукраїнське об'єднання «Свобода») — 25,35%, за Олега Канівця (Громадянська позиція) — 10,42%[2].